# Мосомбоа
Мосомбоа (исп. Mozomboa) — небольшой город в восточной части Мексики, на территории штата Веракрус. Входит в состав муниципалитета Актопан.

## Географическое положение
Мосомбоа расположен в центральной части штата, преимущественно на правом берегу реки Пахаритос, на расстоянии приблизительно 39 километров (по прямой) к востоку от города Халапа-Энрикеса, административного центра штата. Абсолютная высота — 74 метра над уровнем моря.

## Население
Согласно данным, полученным в ходе проведения официальной переписи 2005 года, в городе проживало 2857 человек (1421 мужчина и 1436 женщин). Насчитывалось 844 дома. По возрастному диапазону население распределилось следующим образом: 31,6 % — жители младше 18 лет, 55,3 % — между 18 и 59 годами и 13,1 % — в возрасте 60 лет и старше. Уровень грамотности среди жителей старше 15 лет составлял 88,8 %.
По данным переписи 2010 года, численность населения Мосомбоа составляла 3061 человек. Динамика численности населения города по годам:
| 2000 | 2005 | 2010 |
| ---- | ---- | ---- |
| 2895 | 2857 | 3061 |